# Barra do Corda
Barra do Corda é um município brasileiro do estado do Maranhão. A cidade é sede da Região de Planejamento dos Guajajaras, estando localizada no centro geográfico do Maranhão, na confluência dos Rio Corda e Rio Mearim. É a décima primeira cidade mais do estado, com uma população de 84 532 habitantes, conforme dados do IBGE de 2022. Sua área é de 5 187,673 quilômetros quadrados (2022/IBGE), o que a torna o décimo segundo maior município do Maranhão.
Polo turístico da região central maranhense, conta com cartões postais religiosos como a Matriz de Nossa Senhora da Conceição e a praça a frente nomeada em homenagem ao fundador da cidade, Melo Uchôa; a matriz de Santa Gianna Beretta Molla e a igreja no alto do Calvário. Além disso, é agraciada com a confluência do Rio Corda e Rio Mearim no balneário guajajaras, localizado no centro da cidade e diversas cachoeiras espalhadas pela região.
Entre as manifestações populares destacasse o carnaval, considerado um dos maiores do Maranhão e o melhor do interior do estado, marcado pelo grande número de turistas, blocos de rua tradicionais e a festança no espaço cultural. Há de se destacar também as festividades juninas, com os arraiás e a competição de quadrilhas profissionais.

## História
Pouco se sabe com absoluta certeza a respeito do povoamento do território do atual Município. Segundo versão das mais antigas, considera-se como fundador de Barra do Corda o cearense Manoel Rodrigues de Melo Uchoa.
O território constituía domínio de tribos canelas, do tronco dos gês e guajajaras, da linha Tupi. Nos anos que se seguiram à Independência, Melo Uchoa, por questões de família, foi a Riachão, no Estado do Maranhão. Em suas viagens a São Luís, estabeleceu boas relações de amizade com cidadãos de prol, entre os quais o Cônego Machado. Orientado por este, ao que parece, foi levado a escolher um local, entre a Chapada, hoje Grajaú, e Pastos Bons, para lançar as bases de uma povoação, ou mesmo com finalidades políticas, para evitar que os eleitores dispersos na região tivessem que percorrer grandes distâncias.
Em 1835, impondo a si e a sua própria família os maiores sacrifícios, Melo Uchoa embrenhava-se na mata, por muito tempo, acompanhado apenas de um escravo e, mais tarde, por alguns índios canelas, chamados “mateiros”. Melo Uchoa, por certo margeou o rio Corda, ou “das Cordas”, até a sua embocadura, chegando ao local que escolheu para fundar a nova cidade, atendendo não só às condições topográficas como as comodidades relativas ao suprimento de água potável e ainda à possibilidade de navegação fluvial até São Luís.
Sua esposa, D. Hermínia Francisca Felizarda Rodrigues da Cunha, fazendo-se acompanhar de seu compadre Sebastião Aguiar, foi a sua procura, viajando até a fazenda “Consolação”, onde, devido ao adiantado estado de gestação em que se encontrava, viu-se obrigada a permanecer; Sebastião Aguiar ordenou ao escravo Antônio Mulato que prosseguisse na busca de Uchoa. O encontro não tardou muito e, em breve, estavam todos reunidos. Melo Uchoa relatou suas aventuras, informando sobre a planície cortada por dois rios, considerando-a o lugar apropriado para a povoação desejada.
Ao dar sua esposa à luz uma menina, Melo Uchoa exclamou: “Feliz é a época que atravesso. A providência acaba de me agraciar com duas filhas risonhas e diletas – a Altina Tereza e a futura cidade, que edificarei”. Ao voltar ao local onde pretendia construir a nova cidade, já agora acompanhado de sua família, alguns amigos e índios, levantou um esboço topográfico, detalhando os contornos da última curva do Corda e mais acidentes locais. Mais tarde, levou o “croquis” ao conhecimento do Presidente da Província, Antônio Pedro da Costa Ferreira, por intermédio de outro prestimoso amigo, o Desembargador Vieira. Assim teve início a fundação de Barra do Corda, em 1835.
Melo Uchoa tinha o posto de Tenente de Primeira Linha e foi precursor da abertura de estradas e da proteção aos índios, no século passado, sendo o primeiro encarregado desse serviço. Construiu a primeira estrada entre Barra do Corda e Pedreiras, com 240 quilômetros de extensão. Faleceu paupérrimo, em Barra do Corda, segundo consta, em 7 de setembro de 1866, deixando sete filhos.
Colaborando com o fundador, após sua morte, empenharam-se no desenvolvimento de Barra do Corda, entre outros, Abdias Neves, Frederico Souza Melo Albuquerque, Isaac Martins, Frederico Figueira Fortunato Fialho, Anibal Nogueira, Vicente Reverdoza e Manoel Raimundo Maciel Parente.
Este último, um dos baluartes do desenvolvimento de Barra do Corda, é considerado, por alguns, como o seu fundador, mas é fora de dúvida que tal prerrogativa pertence a Melo Uchoa que tem seu nome na principal praça da cidade, num povoado e na maior aldeia de índios guajajaras.
O território do Município recebeu sucessivamente as denominações de Missões, Vila de Santa Cruz, Santa Cruz da Barra do Corda e Barra do Rio das Cordas. Fato de grande repercussão ligado à história do Município foi o massacre da colônia Alto Alegre pelos índios, em 13 de março de 1901, no qual pereceram mais de 200 pessoas, entre as quais frades e freiras. Mais recentemente teve Barra do Corda sua vida conturbada por ocasião dos movimentos revolucionários de 1924 e 1930.

## Geografia
Barra do Corda possui de acorda com o Instituto Brasileiro de Geografia e Estatística, tem uma extensão territorial de 5.190,339 quilômetros quadrados. Situa-se a 5°30`21´ de latitude sul e 45°14`34´ de longitude oeste estando distante cerca de 446 da capital estadual. Os municípios limítrofes são Formosa da Serra Negra e Fernando Falcão ao sul; Grajaú, Itaipava do Grajaú e Jenipapo dos Vieiras, ao oeste; Tuntum ao leste; Joselândia, São Raimundo do Doca Bezerra e São Roberto ao norte.
O clima de Barra do Corda é classificado como tropical tipo Aw, de acordo com a classificação climática de Köppen. Possui verões quentes e chuvosos e invernos amenos e secos. O índice pluviométrico é de 1 180 milímetros (mm) anuais, com tempo de insolação de aproximadamente 2 440 horas/ano. Segundo dados do Instituto Nacional de Meteorologia (INMET), desde 1931 a menor temperatura registrada em Barra do Corda foi de 10,6 °C em 16 de maio de 1957 e a maior atingiu 40,9 °C em 23 de setembro de 1962, seguido por 40,8 °C em 17 de outubro de 2015. O maior acumulado de precipitação em 24 horas foi de 198,4 mm em 14 de novembro de 1971.
| Dados climatológicos para Barra do Corda (OMM: 82571)                                    | Dados climatológicos para Barra do Corda (OMM: 82571) | Dados climatológicos para Barra do Corda (OMM: 82571) | Dados climatológicos para Barra do Corda (OMM: 82571) | Dados climatológicos para Barra do Corda (OMM: 82571) | Dados climatológicos para Barra do Corda (OMM: 82571) | Dados climatológicos para Barra do Corda (OMM: 82571) | Dados climatológicos para Barra do Corda (OMM: 82571) | Dados climatológicos para Barra do Corda (OMM: 82571) | Dados climatológicos para Barra do Corda (OMM: 82571) | Dados climatológicos para Barra do Corda (OMM: 82571) | Dados climatológicos para Barra do Corda (OMM: 82571) | Dados climatológicos para Barra do Corda (OMM: 82571) | Dados climatológicos para Barra do Corda (OMM: 82571) |
| Mês                                                                                      | Jan                                                   | Fev                                                   | Mar                                                   | Abr                                                   | Mai                                                   | Jun                                                   | Jul                                                   | Ago                                                   | Set                                                   | Out                                                   | Nov                                                   | Dez                                                   | Ano                                                   |
| ---------------------------------------------------------------------------------------- | ----------------------------------------------------- | ----------------------------------------------------- | ----------------------------------------------------- | ----------------------------------------------------- | ----------------------------------------------------- | ----------------------------------------------------- | ----------------------------------------------------- | ----------------------------------------------------- | ----------------------------------------------------- | ----------------------------------------------------- | ----------------------------------------------------- | ----------------------------------------------------- | ----------------------------------------------------- |
| Temperatura máxima recorde (°C)                                                          | 37,6                                                  | 37,6                                                  | 38                                                    | 36,6                                                  | 37                                                    | 36,8                                                  | 37,2                                                  | 39,8                                                  | 40,9                                                  | 40,8                                                  | 39,8                                                  | 40,4                                                  | 40,9                                                  |
| Temperatura máxima média (°C)                                                            | 31,7                                                  | 31,3                                                  | 31,2                                                  | 31,7                                                  | 32                                                    | 32,6                                                  | 33,6                                                  | 35,1                                                  | 35,9                                                  | 35,7                                                  | 34,3                                                  | 33                                                    | 33,2                                                  |
| Temperatura média compensada (°C)                                                        | 26,3                                                  | 26                                                    | 25,9                                                  | 26,2                                                  | 26,3                                                  | 26                                                    | 26,2                                                  | 27,5                                                  | 28,7                                                  | 29                                                    | 28,2                                                  | 27,3                                                  | 27                                                    |
| Temperatura mínima média (°C)                                                            | 22,5                                                  | 22,2                                                  | 22,3                                                  | 22,4                                                  | 22                                                    | 20,4                                                  | 19,7                                                  | 20,6                                                  | 22,7                                                  | 23,5                                                  | 23,5                                                  | 23,1                                                  | 22,1                                                  |
| Temperatura mínima recorde (°C)                                                          | 17                                                    | 18                                                    | 15,4                                                  | 17,8                                                  | 10,6                                                  | 12,2                                                  | 11,2                                                  | 10,8                                                  | 13                                                    | 14,4                                                  | 16,6                                                  | 17,8                                                  | 10,6                                                  |
| Precipitação (mm)                                                                        | 172,9                                                 | 193,7                                                 | 228,2                                                 | 153,1                                                 | 74,8                                                  | 14,1                                                  | 8,6                                                   | 7,1                                                   | 12,9                                                  | 33,5                                                  | 79,4                                                  | 114                                                   | 1 092,3                                               |
| Dias com precipitação (≥ 1 mm)                                                           | 13                                                    | 13                                                    | 16                                                    | 13                                                    | 7                                                     | 2                                                     | 1                                                     | 1                                                     | 2                                                     | 3                                                     | 5                                                     | 8                                                     | 84                                                    |
| Umidade relativa compensada (%)                                                          | 81,6                                                  | 83,9                                                  | 86                                                    | 85,3                                                  | 81,8                                                  | 73,5                                                  | 65,4                                                  | 57,9                                                  | 57,3                                                  | 61,4                                                  | 68,6                                                  | 75,2                                                  | 73,2                                                  |
| Insolação (h)                                                                            | 157,2                                                 | 135,2                                                 | 152,9                                                 | 175,4                                                 | 211,8                                                 | 257,3                                                 | 279,9                                                 | 279,9                                                 | 231,6                                                 | 212,8                                                 | 180                                                   | 163                                                   | 2 437                                                 |
| Fonte: INMET (normal climatológica de 1991-2020; recordes de temperatura: 1931-presente) |                                                       |                                                       |                                                       |                                                       |                                                       |                                                       |                                                       |                                                       |                                                       |                                                       |                                                       |                                                       |                                                       |

## Demografia e Economia
Sua população, conforme o censo do IBGE de 2022, era de 84.532 habitantes. Ocupa a 13º entre o número populacional dentre as cidades maranhenses. A maioria da população se identifica como parda (63%), seguida de branca (23,2%), preta (7,4%) e indígena (6,3%).
Em 2021, o PIB em milhares de R$ era de 889.327. Na comparação com outros municípios do estado, ficava em 20º em um total de 217.
| Salário médio mensal dos trabalhadores formais [2022]                                             | 2,0 salários mínimos |
| Pessoal ocupado [2022]                                                                            | 9.299 pessoas        |
| População ocupada [2022]                                                                          | 11,00 %              |
| Percentual da população com rendimento nominal mensal per capita de até 1/2 salário mínimo [2010] | 51,6 %               |

Fonte: IBGE

## Saúde e Educação
Em 2022, a taxa de mortalidade infantil média do município de Barra do Corda era de 16,68 para 1.000 nascidos vivos. Já as internações devido a diarreias são de 2,4 para cada 1.000 habitantes. Comparando-se com todos os municípios do Estado, ficava nas posições 84 de 217 e 147 de 217. Além disso, a cidade de Barra do Corda possui 42 estabelecimentos de saúde ligados ao Sistema Único de Saúde (SUS).
Em 2010, a taxa de escolarização de 6 a 14 anos de idade no município de Barro do Corda era de 95,8%. Comparando-se com outras cidades do estado do Maranhão, ficava na posição 152 de 217. Já o Índice de Desenvolvimento da Educação Básica (IDEB), no ano 2023, para os anos iniciais do ensino fundamental na rede pública era 5,1 e para os anos finais, 4,3.
| Taxa de escolarização de 6 a 14 anos de idade [2010]             | 95,8 %            |
| IDEB – Anos iniciais do ensino fundamental (Rede pública) [2023] | 5,1               |
| IDEB – Anos finais do ensino fundamental (Rede pública) [2023]   | 4,3               |
| Matrículas no ensino fundamental [2023]                          | 15.219 matrículas |
| Matrículas no ensino médio [2023]                                | 3.704 matrículas  |
| Docentes no ensino fundamental [2023]                            | 1.217 docentes    |
| Docentes no ensino médio [2023]                                  | 292 docentes      |
| Número de estabelecimentos de ensino fundamental [2023]          | 174 escolas       |
| Número de estabelecimentos de ensino médio [2023]                | 26 escolas        |

Fonte: IBGE

## Território e Meio Ambiente
A área do município de Barro do Corda é de 5.187,673 quilômetros quadrados, o que o coloca na posição 12 dentre as 217 cidades do Maranhão.
O bioma predominante do município de Barro do Corda é o cerrado. Em 2010, a cidade apresentava 13,5% de domicílios com esgotamento sanitário adequado, além de 74% de domicílios urbanos em vias públicas com arborização e 3,4% de domicílios urbanos em vias púbicas com urbanização adequada.

## Política
O atual prefeito é Rigo Alberto Telis de Sousa (MDB). A câmara de vereadores também fica instalada no mesmo prédio, no centro comercial da cidade, e conta com dezessete vereadores.
Entre outros órgãos públicos, há o Cartório de 1º ofício e 2º ofício, o Cartório Eleitoral, o fórum e o INCRA da cidade.

## Barra do Corda na Proclamação da República
A Proclamação da República do Brasil ocorreu em 15 de novembro de 1889, no entanto desde 1888 na cidade de Barra do Corda já havia pessoas que divulgavam os ideias republicanos como Isaac Martins dos Reis que foi chamado de “Chefe do Partido Republicano dos sertões do Maranhão”, Dunshee de Abranches, Frederico Figueira, entre outros que participaram do Clube Republicano de Barra do Corda. Esse grupo tinha como objetivo divulgar os ideais da proclamação da República no Maranhão em especial nos sertões, esses republicanos se reuniam todas as noites e publicaram manuscritos que eram distribuídas pelas redondezas para disseminar a semente da República. No que se refere ao estado do Maranhão, esses ideais partiram do interior, e de uma forma organizada da cidade de Barra do Corda. Esse grupo organizado produziu em 12 de novembro de 1888 o jornal O Norte, que na verdade deveria ter o nome de Republicano, porém devido à ausência de tipos para impressão, decidiram nomeá-lo O Norte.
Esse grupo oriundo de Barra do Corda teve força para divulgar em outras vilas e cidades as vantagens da República, a repercussão foi tanta que os mesmos foram denunciados na capital da província por deputados favoráveis a continuidade da Monarquia. Quando finalmente ocorreu a Proclamação da República, Isaac Martins não se encontrava em Barra do Corda, e a população em geral soube do ocorrido no dia 20 de novembro. Como a cidade era palco de muitas atividades republicanas houve muitas comemorações nas ruas. Idealistas e autoridades locais se reuniram na Câmara Municipal onde decidiram a primeira Junta Provisória Republicana de Barra do Corda, que foi substituída por outras, até que se estabelecessem eleições de acordo com a Constituição que seria promulgada.

## Transporte
- Rodoviário: BR-226, MA-012 e MA-272.
- Fluvial: Rio Mearim e Rio Corda, onde ocorre o encontro dos dois rios.
- Aéreo: Aeroporto Regional Sidney Milhomem.